# Serica mackenziei
Serica mackenziei är en skalbaggsart som beskrevs av Saylor 1935. Serica mackenziei ingår i släktet Serica och familjen Melolonthidae. Inga underarter finns listade i Catalogue of Life.